# Château de Goutelas
Le château de Goutelas est un site patrimonial, culturel et touristique situé à Marcoux dans le département de la Loire, au cœur de la région Auvergne-Rhône-Alpes.
Cette maison forte remaniée à la Renaissance est aujourd'hui un lieu de vie, de création, de recherche et de fête. Labellisé Centre culturel de rencontre par le ministère de la Culture, Goutelas s'anime tout au long de l'année : concerts, spectacles, rencontres et débats d'idées, résidences d'artistes, expositions, ateliers...
Avec un cadre unique et un équipement complet (hébergement, restauration, espaces de travail), le château s'ouvre aussi pour des événements publics ou privés : séminaires, rendez-vous professionnels ou familiaux.
Le château est partiellement inscrit au titre des monuments historiques depuis 1964. 

## Histoire
Cette demeure de la Renaissance a pour origine une ancienne place forte médiévale dont elle a gardé la structure générale lors de sa reconstruction au milieu du XVIe siècle.

### Origines
C'est dans le cartulaire du comté de Forez, Livre des compositions qu'il est trouvé mention écrite pour la première fois d'un Guillaume de Gotelas en 1278. Au XIVe siècle, ce fief devient propriété de la famille des Ecotay puis en 1405 de la famille des du Bec de la Garde à la suite du mariage de Gabrielle d'Ecotay, dame de Goutelas, avec Pierre du Bec. Il reste dans cette famille jusqu'au mariage de Marguerite du Bec avec Antoine de Rougemont en 1525 puis à la suite de son veuvage, avec Antoine de la Bretonnière d'Aix en 1557. Son épouse mourant peu après ses noces, Antoine le vend à Fleury Regnaud qui le cède à son tour l'année suivante à Jean Papon.

### Transformation en demeure de la Renaissance
Jean Papon puis, à sa mort, son fils Louis, chanoine à la collégiale de Montbrison, transforment la maison forte en château de plaisance, en s'inspirant pour les décors d'architecture de la Bastie d'Urfe, les deux familles étant liées. Tout en gardant l'enceinte bastionnée de tours et protégée par un fossé, les Papon construisent un château Renaissance avec plan en H et élévation régulière à travées. C'est probablement Louis qui est le commanditaire des peintures murales de la chapelle. À sa mort en 1599, le domaine revient à son frère, Melchior, puis aux descendants successifs de celui-ci pendant plus d'un siècle et demi jusqu'à François III, qui meurt sans descendance. Le château devient alors la propriété de sa sœur, Catherine Papon et de son époux, Pierre André du Cros de Montmars.

### Embellissements de la fin duXVIIIesiècle
Son fils, Philippe, décide en 1777 d'entreprendre des travaux d'embellissement de la demeure qu'il confie aux architectes Michel-Ange Dal Gabbio puis Michel Dal Gabbio (neveu du précédent). Pendant deux ans, toutes les charpentes sont reprises en utilisant le bois des anciennes, ainsi qu'il a pu être établi lors d'une analyse par dendrochronologie qui date les échantillons prélevés de 1550. L'aile nord-est est entièrement reconstruite afin de constituer une façade unifiée donnant sur le jardin de nos jours totalement disparu. C'est de cette époque que datent l'escalier monumental intérieur et l'aménagement de certaines pièces dans le style Louis XVI.
En 1794, Philippe du Cros de Montmars est exécuté. Mis sous séquestre et pillé, le château est restitué à ses quatre filles et partagé entre elles. Le fils de l'une d'elles, le commandant Xavier de Campredon, rachète l'ensemble. Un an après sa mort, le château est vendu aux frères Lagnier.

### Déclin
Commence alors pour le château un lent déclin qui durera jusqu'en 1961.
Lorsqu'ils l'achètent en 1860, les frères Lagnier démontent pour les vendre nombre d'ornements du château et ils séparent le domaine en deux parties pour louer l'une d'elles à des fermiers des environs. Après leur disparition en 1895, le château est vendu et le domaine loti. En 1920, le lot comprenant le château est acquis par un agriculteur de Marcoux qui vend la charpente et les tuiles en 1939. À sa mort deux ans plus tard, le bien échoit à son neveu qui accepte en 1961 de le céder au franc symbolique à une société civile particulière ayant pour objet le sauvetage et la restauration du château, et dont il est l'un des associés.

### Renaissance
Les travaux de restauration commencent dès 1961 grâce aux membres fondateurs de la société dont l'avocat Paul Bouchet et son frère, Louis. Une association est créée en novembre 1962 pour assurer la vie du site et le transformer en centre culturel de rencontre notamment des intellectuels engagés qui ont « l’humanisme juridique comme boussole », selon Mireille Delmas-Marty, professeure au Collège de France et seconde femme de Paul Bouchet. L'idée de Paul Bouchet, ancien résistant dans le réseau de Témoignage chrétien est de créer un lieu de rencontre des arts et des lettres, en supprimant les frontières entre les ruraux et les urbains, les manuels et les intellectuels. Réussir l’« amalgame » entre « des personnes que rien ne prédisposait à se rencontrer et à œuvrer ensemble » afin de vivre, disait-il, une « expérience fraternelle ». Les bénévoles sont des catholiques, des communistes, des syndicalistes de la CGT, des artistes éclairés, comme le peintre et lithographe Bernard Cathelin, des réfugiés espagnols, des paysans, des ouvriers, et de jeunes agriculteurs chrétiens. Dans ce lieu de rencontre humaniste au sein duquel le droit est un bien commun, accessible et pluraliste, est notamment organisé au printemps, un festival des transitions, Futurs possibles.
Le château est ouvert à des manifestations culturelles et loué comme hébergement collectif pour l'organisation de stages et séminaires afin de générer des fonds nécessaires à sa restauration. Jusqu'en 1984, le château est géré par la société civile et l'association. Les habitants et les entreprises locales consacrent des milliers d'heures de bénévolat à sa rénovation. Des efforts importants sont consentis pour retrouver les éléments de décor intérieur et extérieur dispersés pendant la phase de déclin du château : certains sont rachetés et replacés : d'autres sont localisés et étudiés, comme le décor de cheminée relatant l'histoire de Jonas, qui se trouve au château de Chalain d'Uzore et le décor de cheminée relatant la chute de Phaéton, acheté par le propriétaire du château de Rousson.
Le 19 novembre 1984, la propriété du château est transférée à un syndicat intercommunal par une convention qui stipule que l'association en restera le gestionnaire. Au 1er janvier 2005, la communauté de communes du Pays d'Astrée s'est substituée à ce syndicat, créant un budget annexe dévolu à ce château. Cette collectivité a intégré en 2017 Loire Forez Agglomération, qui est ainsi devenue propriétaire de Goutelas. Depuis 2015, l'association gestionnaire a intégré le réseau national des Centres culturels de rencontre.

## Description

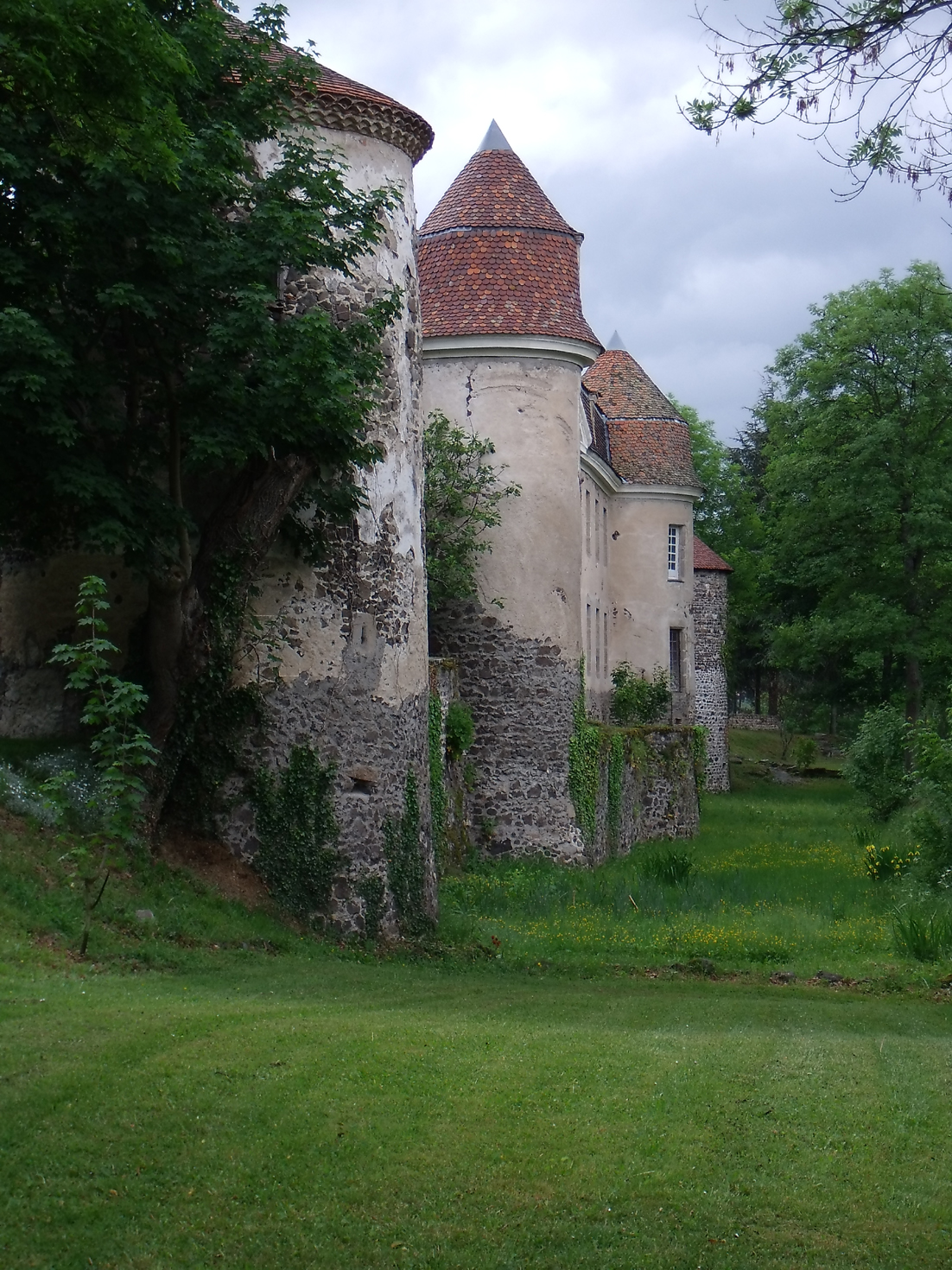
Les anciennes douves.

Les façades, toitures, grande salle et chapelle du château de Goutelas ont été inscrites au titre des monuments historiques par arrêté du 10 novembre 1964.

### Situation
L'édifice se situe à flanc de coteau, sur une plateforme quadrangulaire aménagée vraisemblablement dès le Moyen Âge, dans un environnement boisé. Il offre un large panorama sur la plaine et les Monts du Forez.

### Plan et éléments constitutifs
Le château qui présente un plan en H, se trouve érigé au sein d'une enceinte dont les 6 tours témoignent de son passé médiéval de place forte. Il comporte un sous-sol, un étage carré et un comble à surcroît. Ses douves, encore en eau sur une carte postale datant de 1906, ont été depuis comblées. Les murs, qui étaient pour partie en pisé en ce qui concerne l'enceinte et certains communs, sont en moellons de grès enduit. Par endroits, ils conservent des traces de faux appareil incisé. Le château est coiffé de toitures brisées, en tuiles creuses sur le terrasson et en écailles vernissées sur le brisis. Les toitures des tours sont coniques.

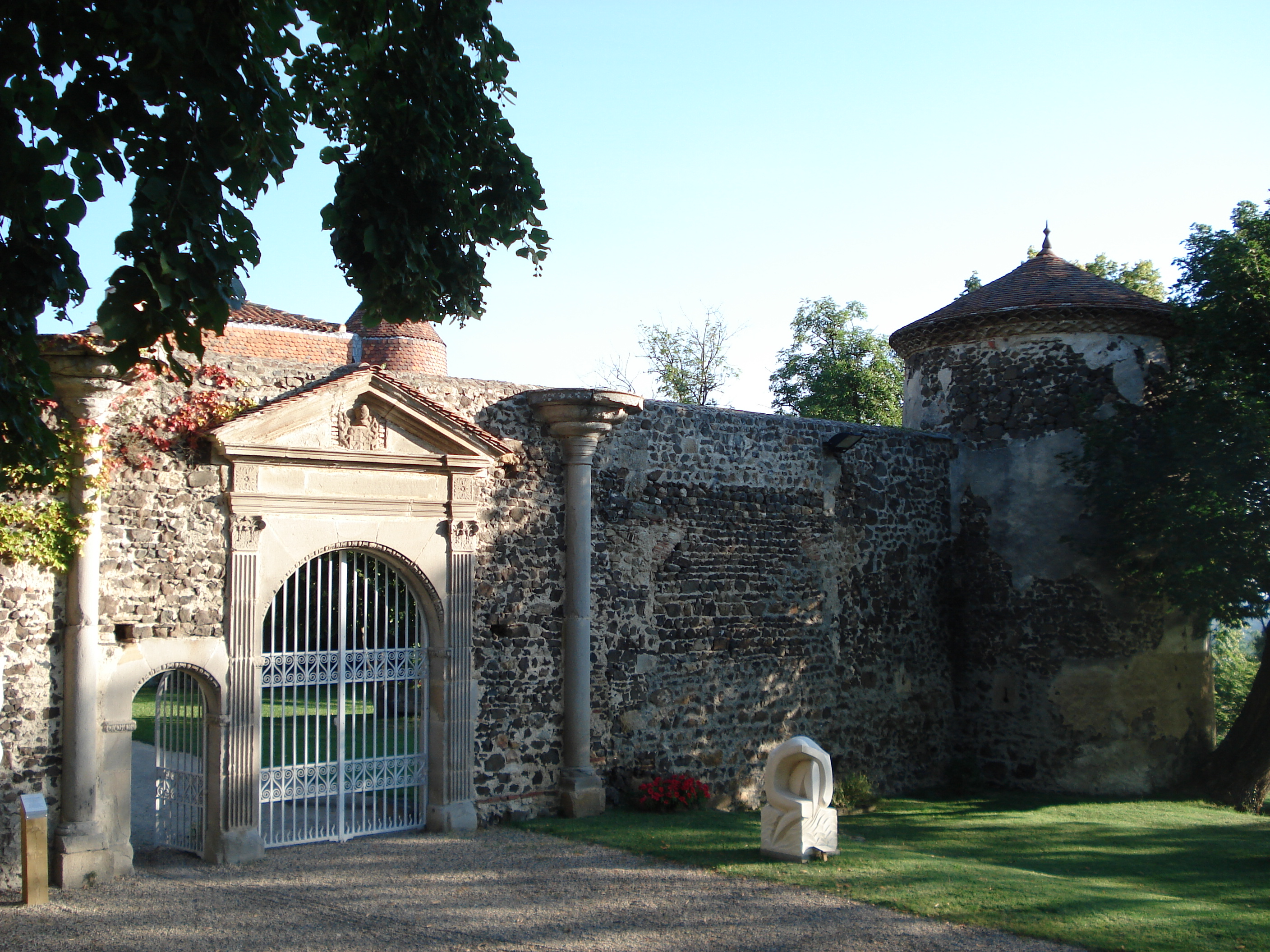
Entrée du château (portail et porte piétonne).

Le château comporte une cour d'honneur au sud-est et une basse-cour au nord-ouest ainsi qu'une chapelle intérieure située au rez-de-chaussée de l'aile sud-ouest, près de la tour campanile et un colombier (tour est). L'accès à la demeure se fait par un portail doublé d'une porte piétonne qui se trouvent percés dans le mur d'enceinte sud-est. Le portail comporte un décor soigné : encadrement par des pilastres cannelés à chapiteau composite, entablement et fronton triangulaire sculpté des armoiries accordées à Jean Papon qui a transformé la place forte en demeure de la Renaissance. Ce décor du XVIe siècle serait inspiré de celui de la Bastie d'Urfé. Les grilles en fer forgé du portail datent quant à elles de 1965 et sont dues à Raymond Subes.

### Intérieurs

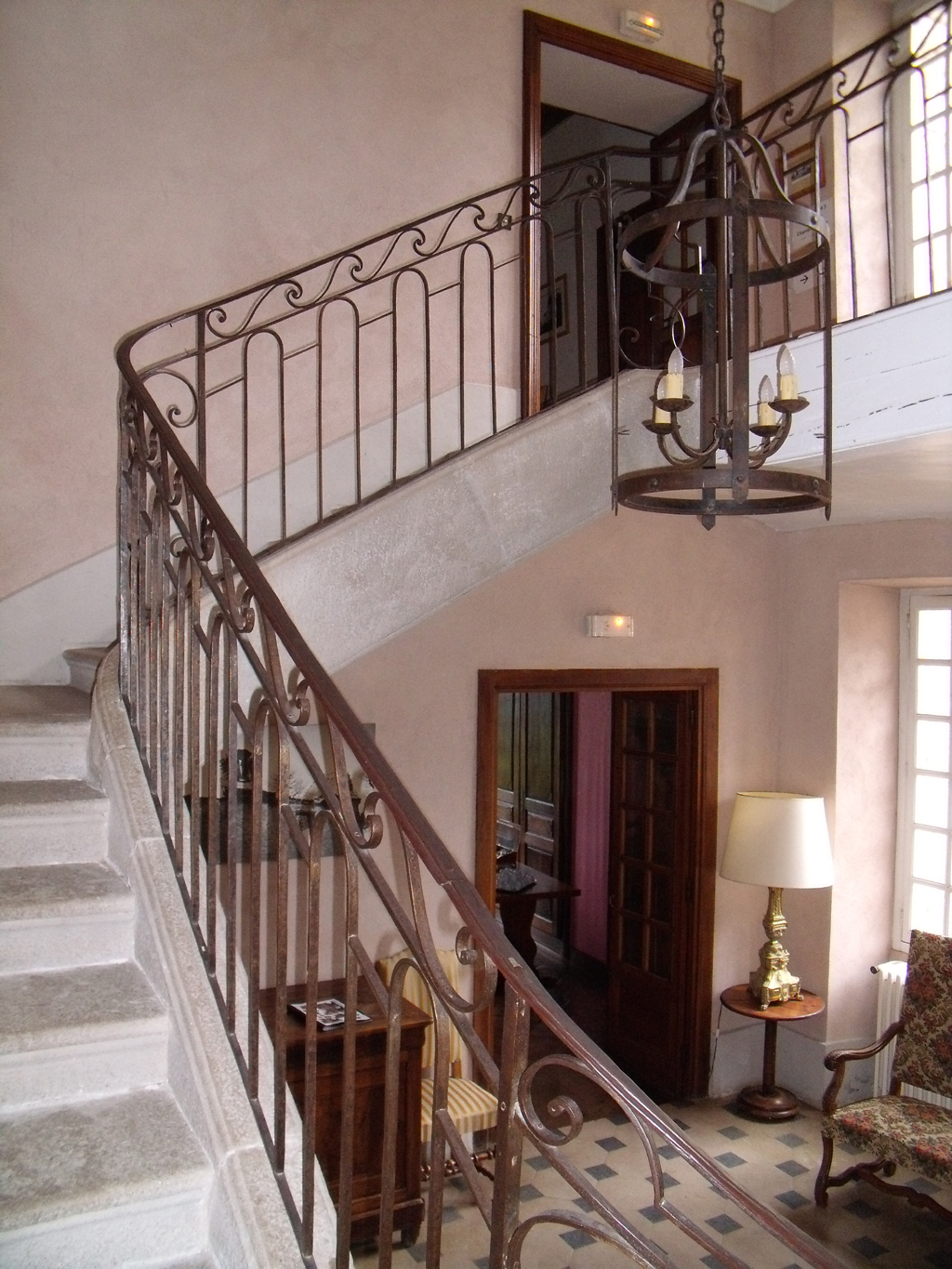
Escalier d'honneur attribué à Michel Dal Gabbio.

La distribution intérieure du château a été fortement remaniée au XXe siècle et conserve peu de traces de ses décors d'origine ou de sa période d'embellissement de 1777 à 1779. Mais subsiste de son ancien faste l'escalier tournant à retour, avec jour, en maçonnerie et rampe en fer forgé, qui permet l'accès à l'étage depuis le vestibule d'entrée du corps principal du logis. Cet escalier monumental est attribué à Michel Dal Gabio.

### Chapelle

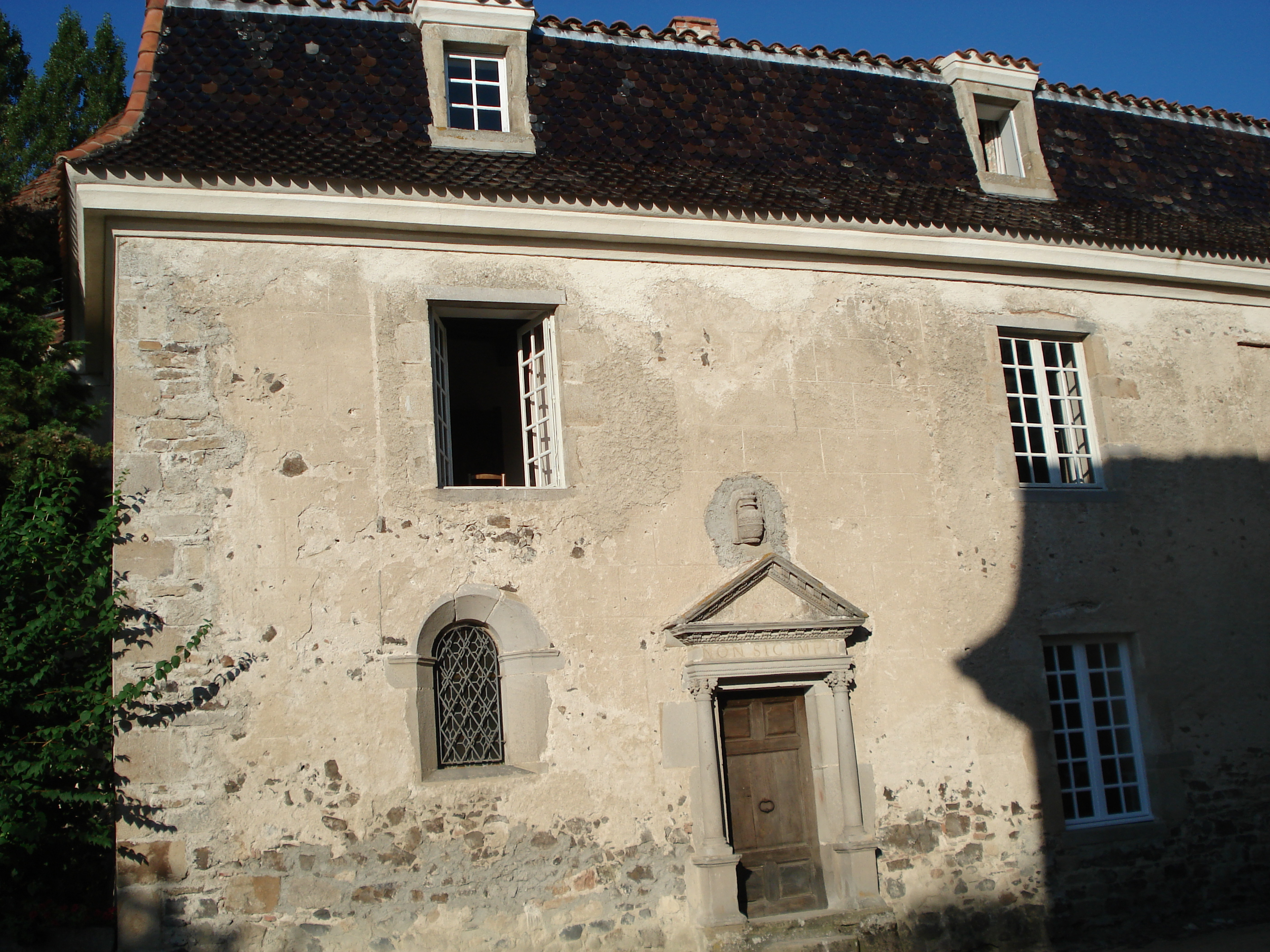
Porte de la chapelle.

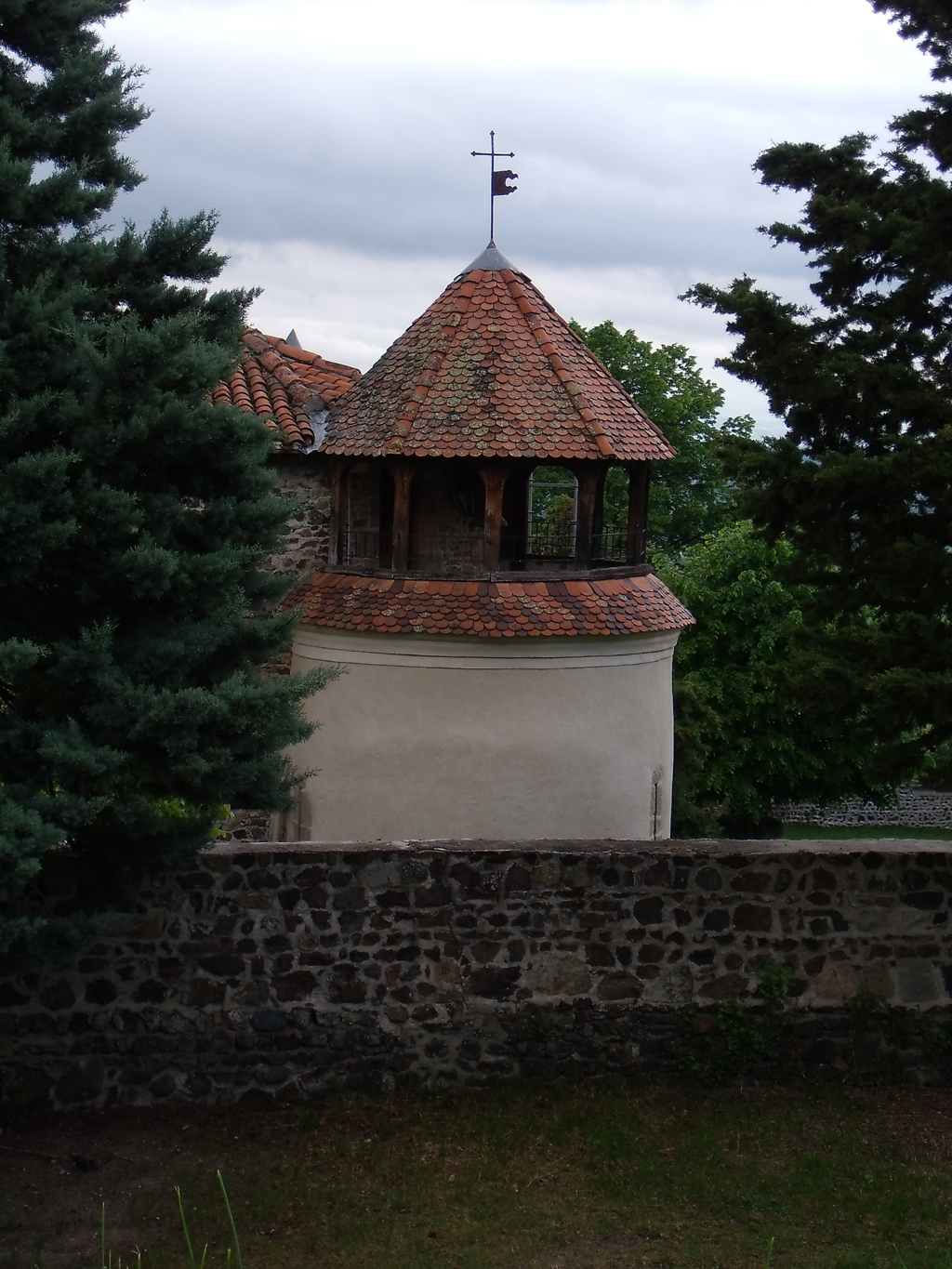
Sommet de la tour campanile flanquant la chapelle.

Située à l'angle sud de la cour d'honneur, la chapelle est flanquée d'une tour campanile dont le rez-de-chaussée faisait office de sacristie. Elle date de la reconstruction du château par Jean Papon qui avait acquis la place forte en 1558. De dimensions modestes, bâtie sur un plan carré, elle est éclairée par une baie en plein cintre située sur le mur est.
L'entrée se fait par une porte au décor soigné, entre deux colonnes à chapiteaux corinthiens qui supportent un entablement dont la frise est gravée d'un verset biblique en latin : « Non sic impii ». Au sens littéral, ce verset gracie le juste et condamne le mécréant. Mais dans un deuxième sens, « plus énigmatique et dans le goût de la Renaissance, il confond l'impie et le barbare et les oppose à l'humaniste qui voit juste ». La porte est surmontée d'un fronton triangulaire dont les rampants sont ornés de consoles sculptées et d'un rang d'oves. Au-dessus a été replacée une urne sculptée en haut-relief, ornée de godrons et de feuilles d'acanthe. Cette urne, de même que le bénitier, avaient été vendus et dispersés en 1860 lorsque la chapelle avait été transformée en porcherie par les fermiers auxquels elle avait été louée. Ces éléments ont été récupérés par l'association de sauvegarde du château dans les années 1960. Adossé au mur sud se trouve un autel de pierre, dressé sur un socle à un degré.
Les murs intérieurs de la chapelle ont fait l'objet d'une opération de restauration en 2003. Leur dégagement et l'analyse historique qui en a été faite ont révélé que le décor, une architecture feinte en grisaille encadrant des Apôtres, avait été exécuté sur le modèle d' une suite d'Apôtres gravée par Jérôme Wierix d'après Martin de Vos à Anvers en 1578. Sur fond blanc, le décor d'architecture est composé de colonnes cannelées à chapiteaux corinthiens entre lesquelles figurent les apôtres, debout, tenant leur attribut et identifiés par leur nom en latin. Seuls restent visibles : saint Paul (assimilé à un apôtre), saint Mathias (avec sa hache), saint Jude Thodée (avec sa planche), saint Barthélémy, saint Philippe, saint Jacques le Mineur (avec sa canne) et saint Thomas. Dans son étude du décor peint de la chapelle, Julie Carpentier rappelle que les séries d'apôtres étaient devenues un thème de prédilection au lendemain du Concile de Trente et qu'il ne serait pas surprenant que Louis Papon, partisan de la Contre-Réforme, ait souhaité mettre en œuvre à Goutelas un programme conforme aux nouvelles règles iconographiques. Se référant aux traditions textuelle et iconographique combinées aux gravures de Jérôme Wietrix, elle propose une lecture du cycle des apôtres qui partirait du mur sud et de la figure identifiée comme celle de Jésus, et qui se développerait dans le sens des aiguilles d'une montre, selon l'ordre d'appel du Christ, relaté dans l'Évangile.
La chapelle a gardé son plafond à caissons en bois, peints de fleurons et rosaces en grisaille, qui date de l'époque de construction de la chapelle. Les caissons ont été restaurés à deux reprises, au milieu du XIXe et en 1970.

## Renommée

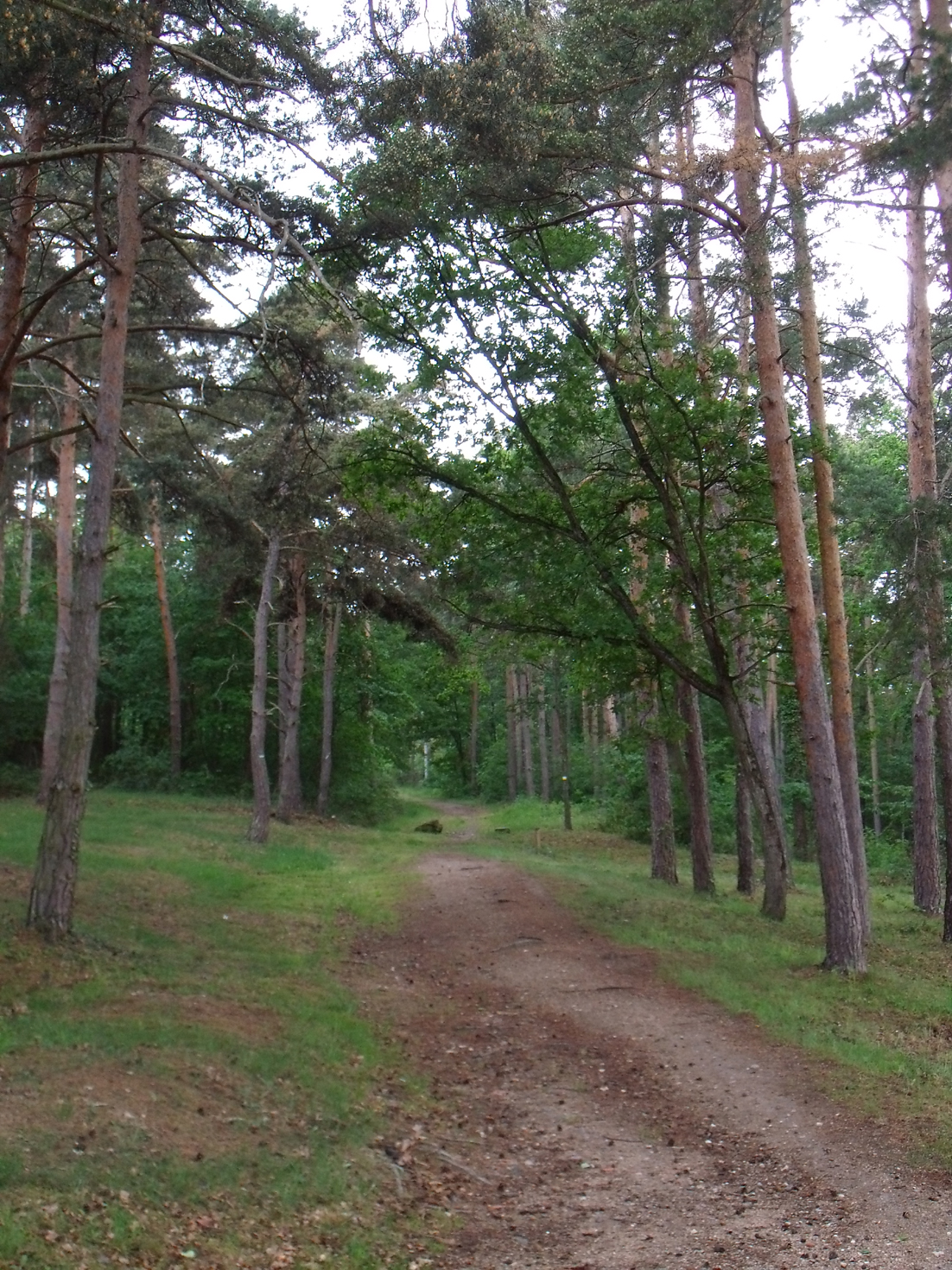
Pinède aux abords du château.

Le château de Goutelas est aussi un site majeur de L'Astrée, premier roman d'amour écrit par Honoré d'Urfé. Le château de Goutelas était la demeure du druide Adamas, dont le personnage a été inspiré par la figure de Jean Papon, propriétaire et rénovateur du château de 1558 à 1590. Depuis le château, on peut emprunter le « chemin de Bélizar » qui mène jusqu'à la butte volcanique de Montaubourg, à travers vignes et pinède. Le parcours est scandé de bornes en pierre sur lesquelles des extraits du roman ont été gravés.
Duke Ellington, séduit par la dimension humaniste du projet de restauration du château, vient soutenir la restauration du château entreprise par ses « frères » (les bénévoles regroupés autour de l'avocat Paul Bouchet) et se produit gratuitement en février 1966. Son concert débute par sa Symphonie pour un nouveau monde qu'il présente comme « une de mes dernières œuvres, dédiée au monde nouveau qui arrive, où il n'y aura ni guerre, ni mesquinerie, ni catégorie, où l'amour sera inconditionnel ». Une partie du concert est captée et permettra l'édition du disque intitulé Duke à Goutelas. Venu pour une seule soirée Duke restera trois jours au château. Depuis 1995, sa statue se trouve installée en face de la salle des devises et l'espace s'appelle « espace Duke-Ellington ». Une exposition relatant sa visite en Forez est ouverte au public dans la tour de Duke. D'autres artistes comme le mime Marceau ont fait une halte culturelle à Goutelas.